# Roni Remme
Veronica Remme, detta Roni (Collingwood, 14 febbraio 1996), è un'ex sciatrice alpina canadese naturalizzata tedesca dal 2022, vincitrice della Nor-Am Cup nel 2018.

## Biografia
Sciatrice polivalente attiva dal dicembre 2011, Roni Remme ha gareggiato nella prima parte della sua carriera per la nazionale canadese; il 20 gennaio 2012 ha conquistato la medaglia d'argento nello slalom speciale nella prima edizione dei Giochi olimpici giovanili invernali di Innsbruck 2012. In Nor-Am Cup ha debuttato il 2 febbraio 2012 a Vail in slalom gigante, senza qualificarsi per la seconda manche, e ha conquistato il primo podio l'11 dicembre dello stesso anno a Panorama in supercombinata (2ª); ha esordito in Coppa del Mondo il 1º dicembre 2017 a Lake Louise in discesa libera (46ª) e pochi giorni dopo, il 5 dicembre, ha conquistato nelle medesime località e specialità la prima vittoria in Nor-Am Cup. Ai XXIII Giochi olimpici invernali di Pyeongchang 2018, sua prima presenza olimpica, si è classificata 23ª nella discesa libera, 37ª nel supergigante, 27ª nello slalom speciale e non ha completato la combinata; in quella stessa stagione 2017-2018 ha vinto la Nor-Am Cup.
L'anno dopo ai Mondiali di Åre 2009, sua unica presenza iridata, si è piazzata 28ª nella discesa libera, 12ª nello slalom speciale e 5ª nella combinata; il 24 febbraio dello stesso anno ha colto il suo unico podio in Coppa del Mondo, nella combinata disputata a Crans-Montana (2ª), e l'8 febbraio 2020 ha conquistato l'ultima vittoria in Nor-Am Cup, nonché ultimo podio, a Craigleith in parallelo. Ai XXIV Giochi olimpici invernali di Pechino 2022, sua ultima presenza olimpica, si è classificata 24ª nella discesa libera, 24ª nel supergigante e non ha completato e la combinata. Dalla stagione 2022-2023 ha lasciato la nazionale canadese per passare a quella tedesca; ha preso per l'ultima volta il via in Coppa del Mondo il 9 marzo 2025 a Åre in slalom speciale, senza completare la prova, e si è ritirata al termine di quella stessa stagione 2024-2025, congedandosi dalle competizioni in occasione dei Campionati tedeschi 2025 (Axamer Lizum, 3-6 aprile).

## Palmarès

### Olimpiadi giovanili
- 1 medaglia:
  - 1 argento (slalom speciale a Innsbruck 2012)

### Coppa del Mondo
- Miglior piazzamento in classifica generale: 41ª nel 2019
- 1 podio (in combinata):
  - 1 secondo posto

### Coppa Europa
- Miglior piazzamento in classifica generale: 66ª nel 2025

### Nor-Am Cup
- Vincitrice della Nor-Am Cup nel 2018
- Vincitrice della classifica di discesa libera nel 2018
- Vincitrice della classifica di supergigante nel 2018
- 15 podi:
  - 9 vittorie
  - 3 secondi posti
  - 3 terzi posti

#### Nor-Am Cup - vittorie
| Data             | Località        | Paese       | Specialità |
| ---------------- | --------------- | ----------- | ---------- |
| 5 dicembre 2017  | Lake Louise     | Canada      | DH         |
| 8 dicembre 2017  | Lake Louise     | Canada      | SG         |
| 10 dicembre 2017 | Panorama        | Canada      | KB         |
| 10 dicembre 2017 | Panorama        | Canada      | SG         |
| 13 dicembre 2017 | Panorama        | Canada      | SL         |
| 14 dicembre 2017 | Panorama        | Canada      | SL         |
| 1º marzo 2018    | Copper Mountain | Stati Uniti | DH         |
| 7 febbraio 2020  | Osler Bluff     | Canada      | SL         |
| 8 febbraio 2020  | Craigleith      | Canada      | PR         |

Legenda:

DH = discesa libera

SG = supergigante

SL = slalom speciale

KB = combinata

PR = parallelo

### Campionati canadesi
- 1 medaglia:
  - 1 oro (discesa libera nel 2014)

### Campionati tedeschi
- 2 medaglie:
  - 2 bronzi (slalom gigante nel 2024; slalom speciale nel 2025)

### Campionati canadesi juniores
- 1 medaglia:
  - 1 oro (slalom gigante nel 2013)